# 大阪市立北田辺小学校
大阪市立北田辺小学校（おおさかしりつ きたたなべ しょうがっこう）は、大阪府大阪市東住吉区にある公立小学校。英語活動および国語学習に力を入れている。
1932年に大阪市田辺尋常小学校（現在の大阪市立田辺小学校）および大阪市長池尋常小学校（現在の大阪市立長池小学校）から分離し、現在地（当時は住吉区）に創立した。

## 沿革
- 1932年（昭和7年）11月17日 - 大阪市北田辺尋常小学校として、現在地に発足。
- 1933年（昭和8年）7月7日 - 開校式を実施。
- 1934年（昭和9年）9月21日 - 室戸台風の暴風雨により木造校舎が倒壊[1] 。
- 1941年（昭和16年）4月1日 - 国民学校令により、大阪市北田辺国民学校に改称。
- 1944年（昭和19年） - 南河内郡丹南村・黒山村（現在の堺市美原区）・丹比村（現在の堺市美原区および羽曳野市）・狭山村（現在の大阪狭山市）へ集団疎開。
- 1945年（昭和20年）6月15日 - 空襲により校舎被災。
- 1947年（昭和22年）4月1日 - 学制改革により、大阪市立北田辺小学校に改称。
- 2002年（平成14年） - ALT（外国語指導助手）を配置。

## 通学区域
- 大阪市東住吉区 北田辺1丁目-6丁目。
- 大阪市東住吉区 田辺1丁目の一部、山坂1丁目の一部。

卒業生は基本的に大阪市立東住吉中学校に進学する。

## 交通
- 近鉄南大阪線 北田辺駅 西へ約450m。
- 阪和線 美章園駅 南へ約700m。
- 地下鉄谷町線 田辺駅 北へ約550m。
- 地下鉄谷町線 文の里駅 南東へ約800m。
- 地下鉄御堂筋線 昭和町駅 東へ約850m。